# ولسوالی سیدکرم
سیدکرم یکی از ولسوالی‌های ولایت پکتیا در خاور افغانستان است. جمعیت آن در سال ۲۰۰۶ میلادی، ۴۲۹۶۷ نفر اعلام شده‌است. شهر اصلی این ولسوالی خاندخل است. این ولسوالی در مرکز قوم مقبل از پشتون‌ها قرار دارد.

## منبع‌ها
1. ↑  «جمعیت‌شناسی و جمعیت ولایت پکتیا» (PDF). هیئت معاونت ملل متحد در افغانستان. وزارت احیا و انکشاف دهات افغانستان. دریافت‌شده در ۱۲-۱۲-۱۳۹۰. تاریخ وارد شده در |تاریخ بازدید= را بررسی کنید (کمک)
2. ↑  «Paktia Province Tribal Map (Page 12).».